# Стоил Чолаков
Стоил Спасов Чолаков е деец на Българския земеделски народен съюз.

## Биография
Стоил Чолаков е роден в 1894 година в горноджумайското село Кърджево, което тогава е в Османската империя. Влиза в БЗНС и става активист на организацията. Ръководител е на синдикалната тютюнева секция в Самоков.
След Деветоюнския преврат е арестуван и затворен, но след застъпничество на брат му, е изпратен в Горна Джумая и освободен. При избухването на Септемврийското въстание Чолаков организира чета от земеделски дейци от Кърджево, Бучино и съседните села. Четата му обаче не успява да се присъедини към Горноджумайския въстанически отряд и се укрива няколко дни в селата по десния бряг на Струма. Чолаков е предаден и заловен. Държан е в Селище, след това прехвърлен в Горна Джумая, където на 3 октомври е удушен.